# Boltenhagen (Meklemburgia-Pomorze Przednie)
Boltenhagen, Ostseebad (pol. Kąpielisko nadbałtyckie) – gmina w Niemczech, w kraju związkowym Meklemburgia-Pomorze Przednie, w powiecie Nordwestmecklenburg, wchodzi w skład urzędu Klützer Winkel. Do 30 czerwca 2011 gmina była gminą bezurzędową (niem. amtsfreie Gemeinde).